# 亚科 (匈牙利)
亚科，是匈牙利绍莫吉州所辖的一个村。总面积16.69平方公里，总人口618，人口密度37.0人/平方公里（2011年1月1日）。